# Jijel
Jijel is een stad in Algerije en is de hoofdplaats van de provincie Jijel.
Jijel telt naar schatting 159.000 inwoners.
De Romeinse naam was Igiligili en zetel van het West-Romeins bisdom Igilgili. De Frans-koloniale naam was Djidjelli.

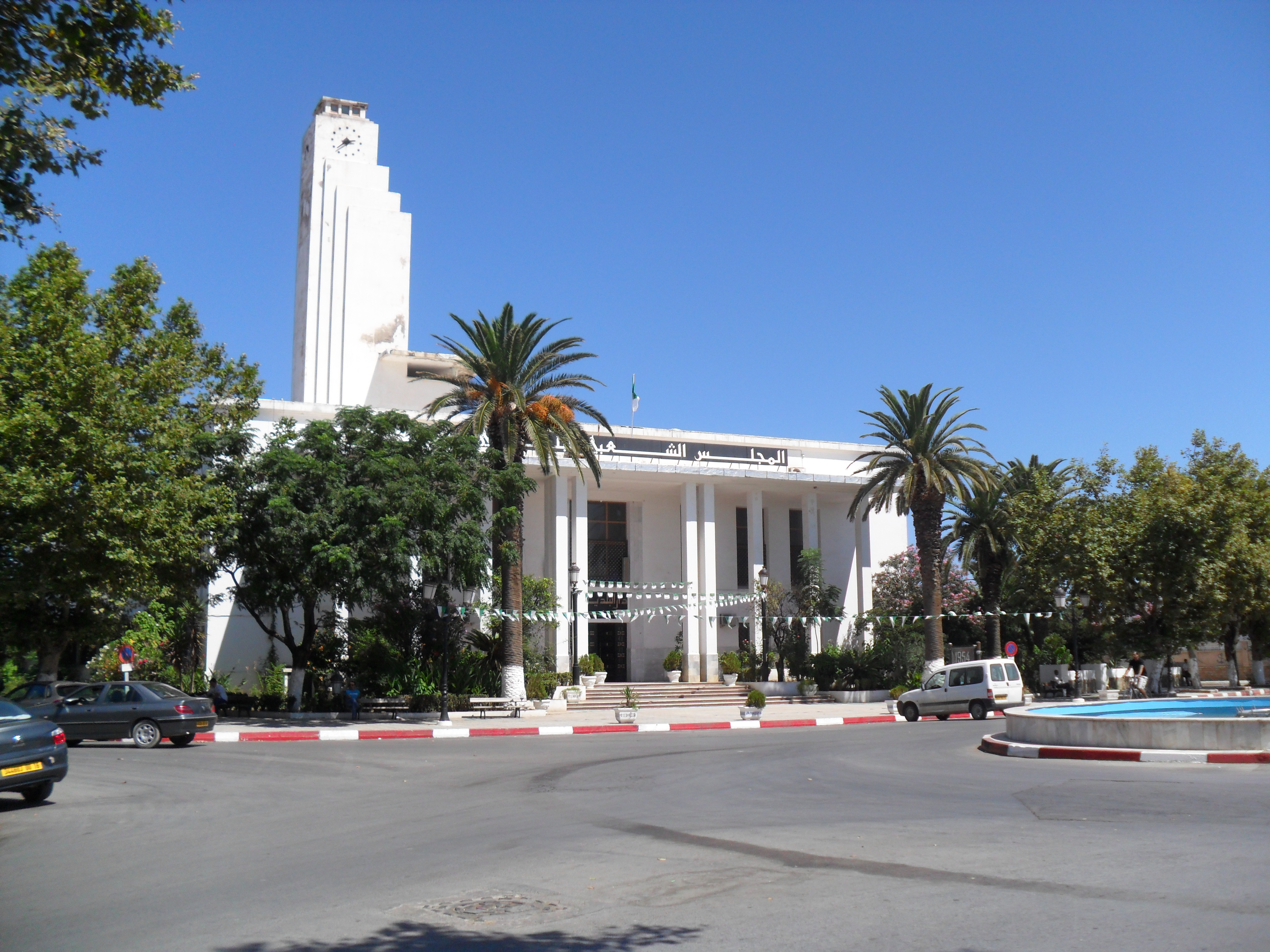
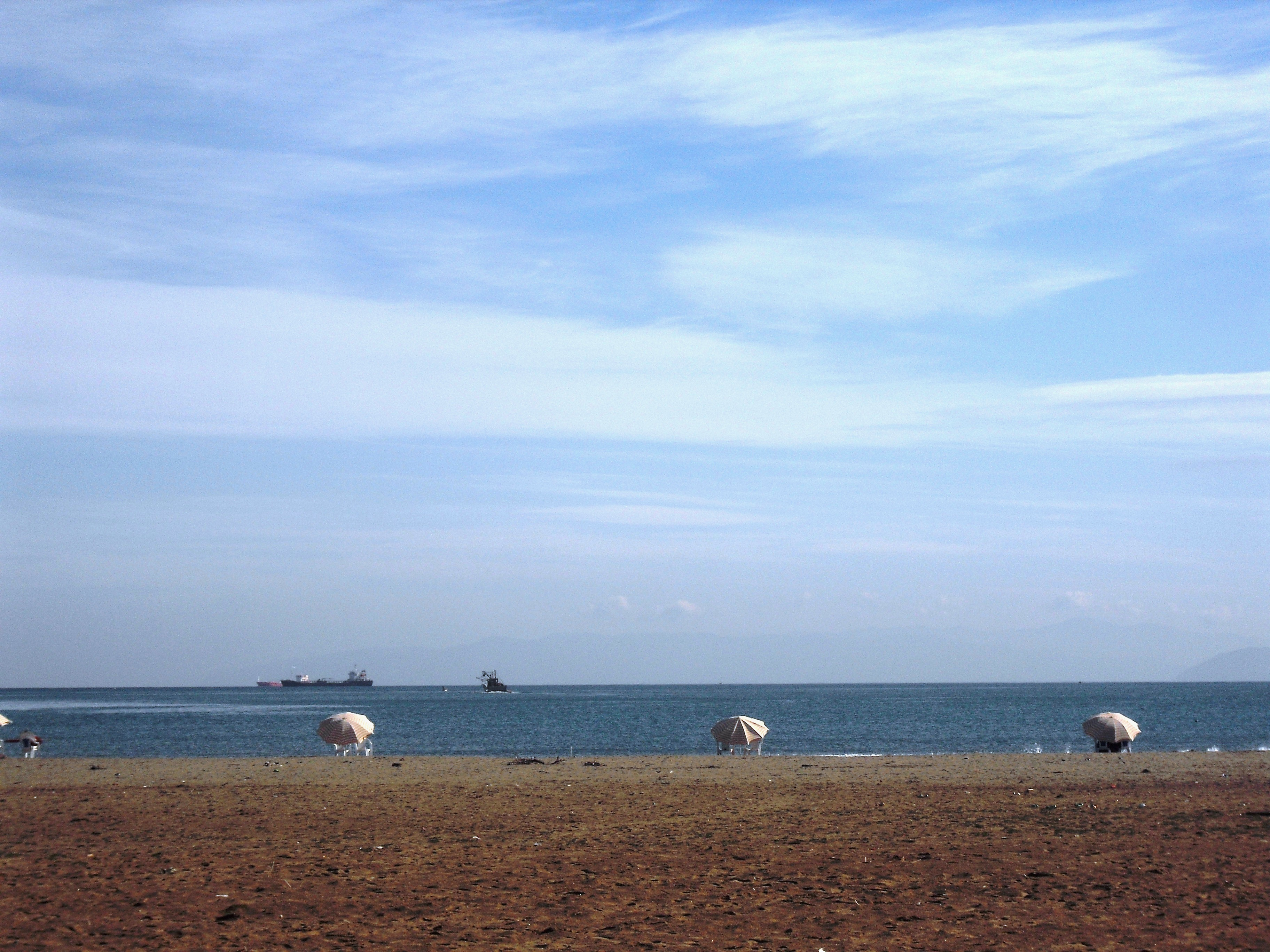
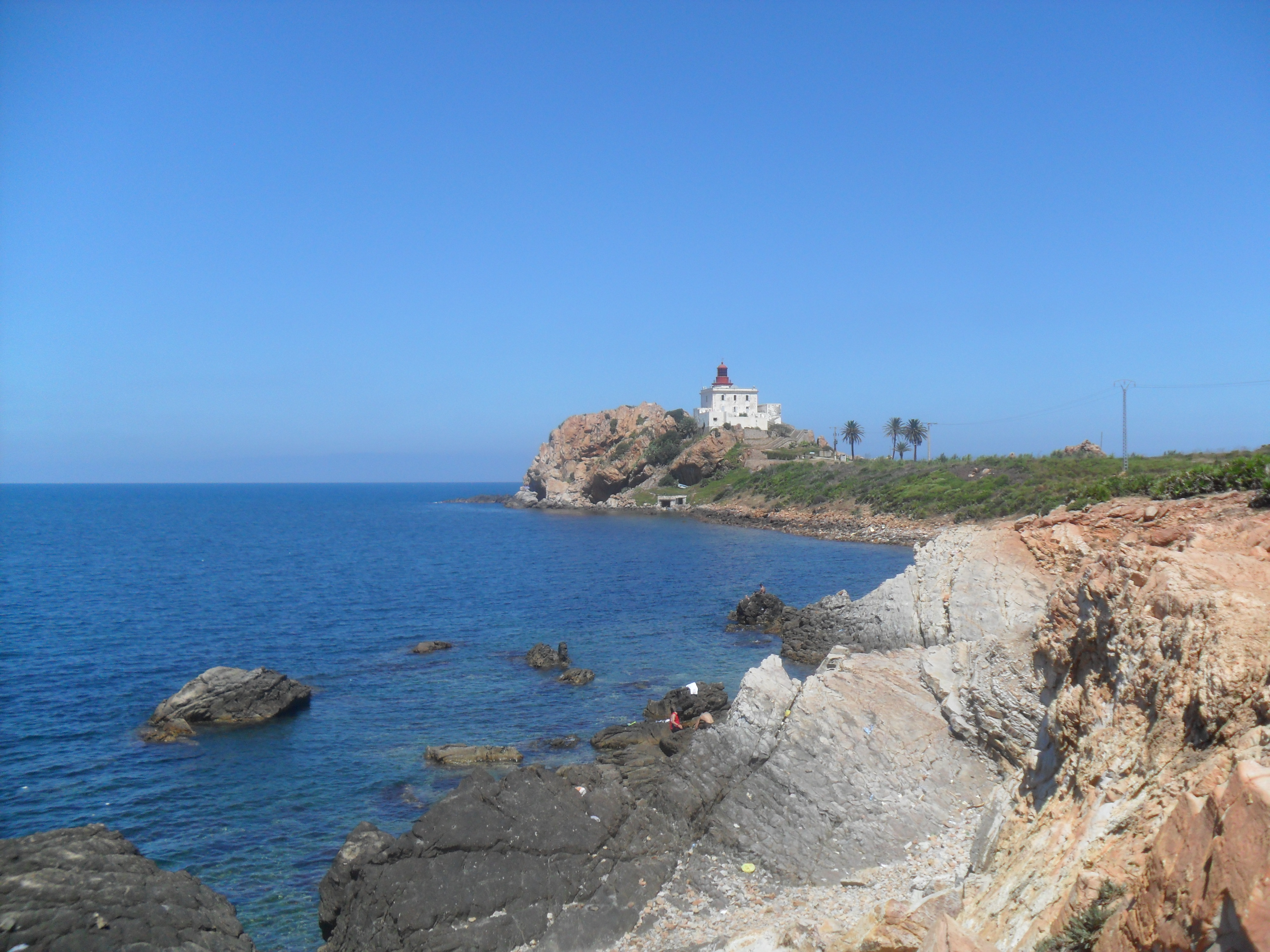
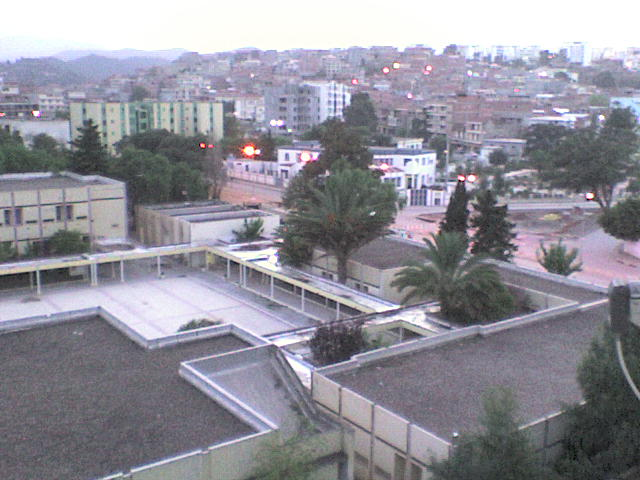
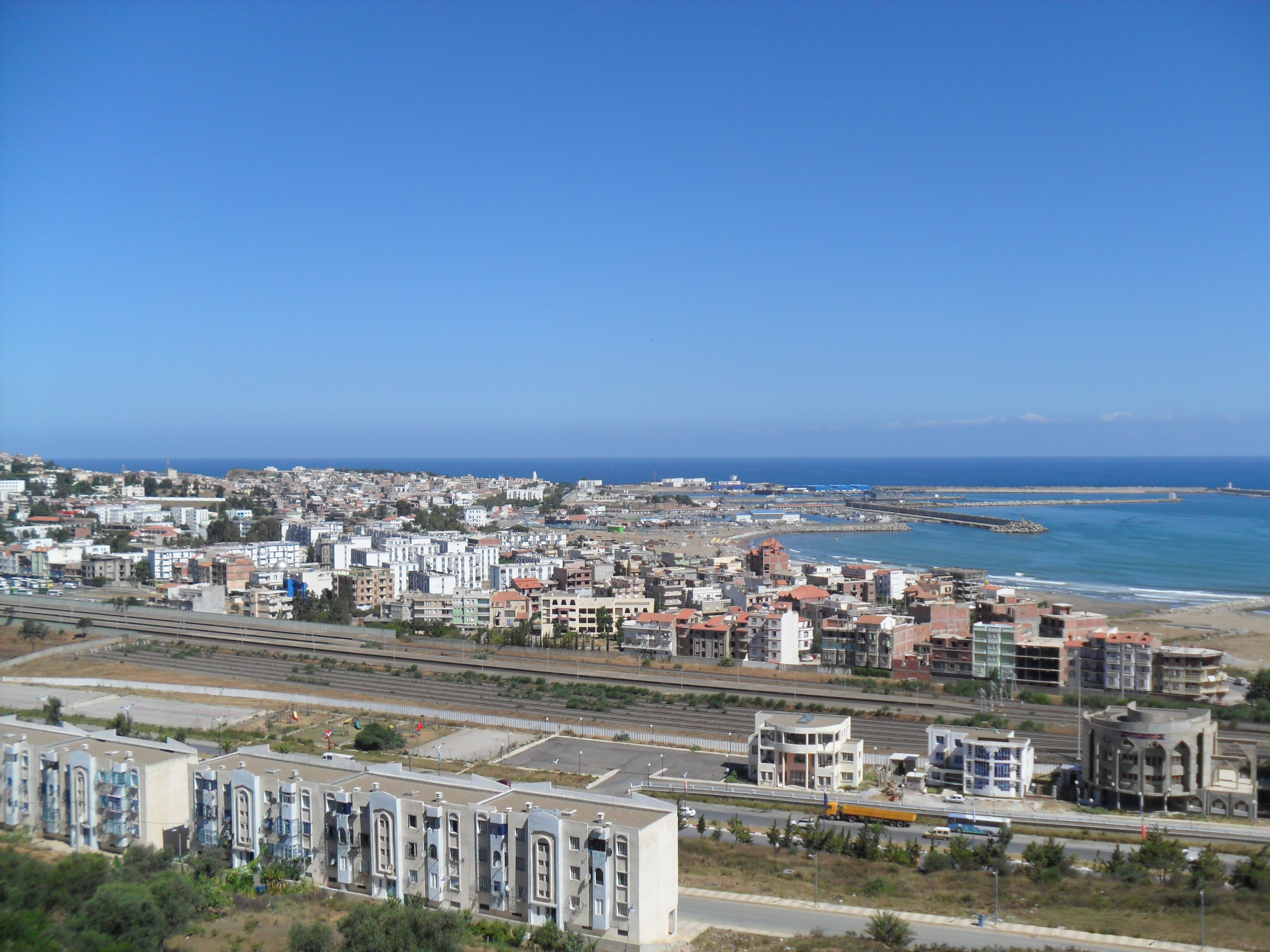
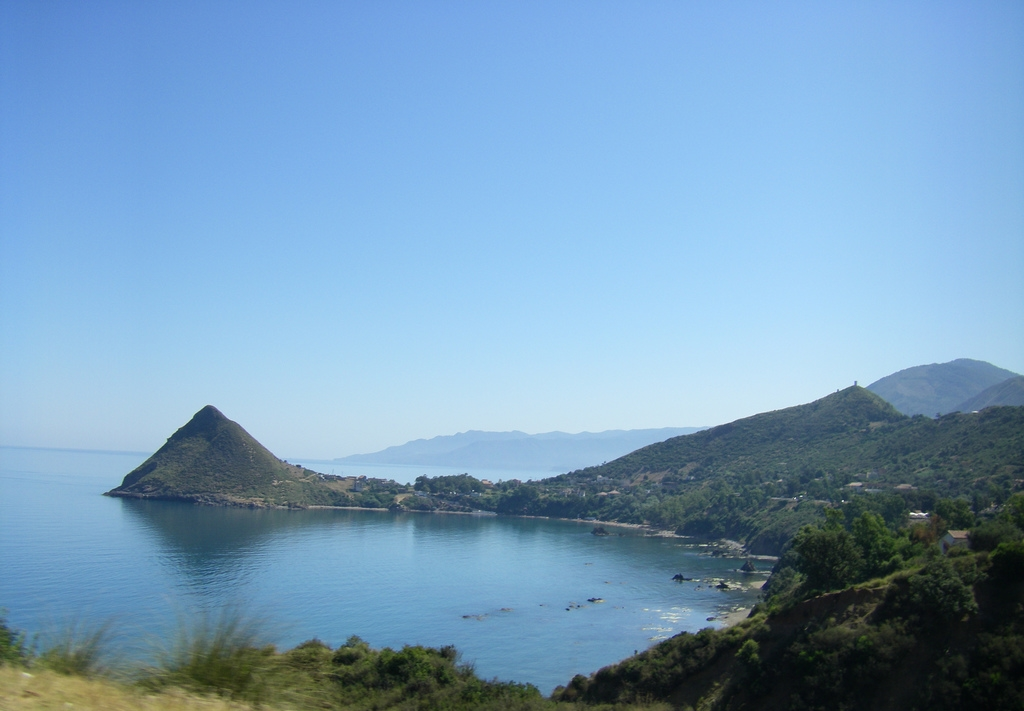
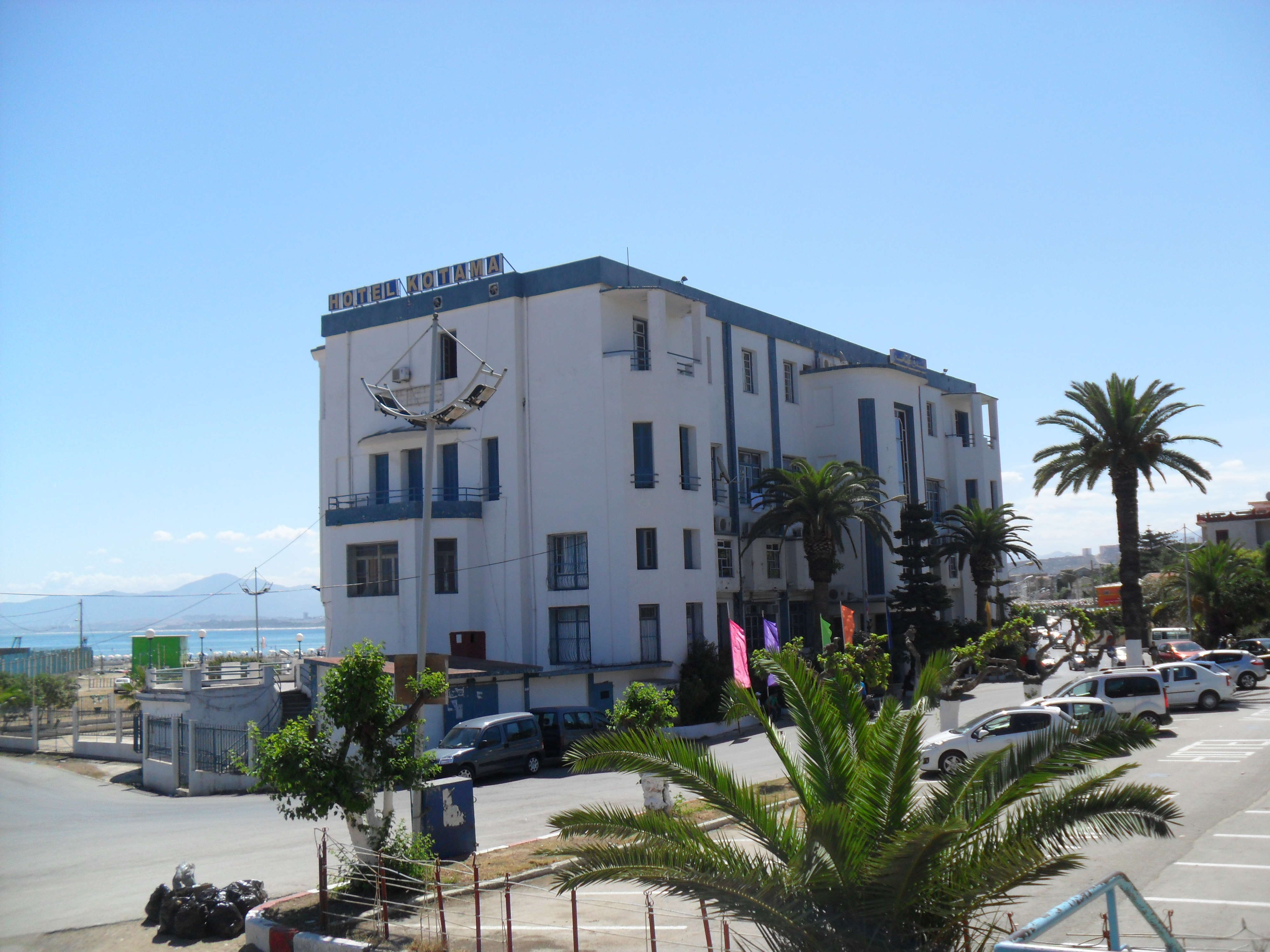